# Corades columbina
Corades columbina är en fjärilsart som beskrevs av Otto Staudinger 1894. Corades columbina ingår i släktet Corades och familjen praktfjärilar. Inga underarter finns listade i Catalogue of Life.